# 広島県道384号下川辺尾道線
広島県道384号下川辺尾道線（ひろしまけんどう384ごう しもかわべおのみちせん）は、広島県府中市から尾道市に至る一般県道である。

## 概要
府中市三郎丸町から尾道市原田町梶山田に至る。

### 路線データ
- 起点：府中市三郎丸町（新河南橋北詰交差点、国道486号交点）
- 終点：尾道市原田町梶山田（広島県道158号尾道新市線交点）

## 路線状況
起点付近と終点付近は2車線に整備されているが、大半は狭い山道で大型車の通行は困難である。
本路線の起点で交わる国道486号は、府中市から福山市にかけて交通量が多くよく混雑するが、本路線を起点から尾道市御調町仁野まで走り、芦品広域農道および広島県道396号柞磨駅家線で福山市御幸町森脇まで行くという手段を使うことにより、その大半を避けることができる。

## 地理

### 通過する自治体
- 府中市
- 尾道市

### 交差する道路
| 交差する道路            | 市町村名 | 交差する場所 | 交差する場所              |
| ----------------------- | -------- | ------------ | ------------------------- |
| 国道486号               | 府中市   | 三郎丸町     | 新河南橋北詰交差点 / 起点 |
| 広島県道158号尾道新市線 | 尾道市   | 原田町梶山田 | 終点                      |

### 沿線
- 御調川